# 切尔尼亚霍夫斯克

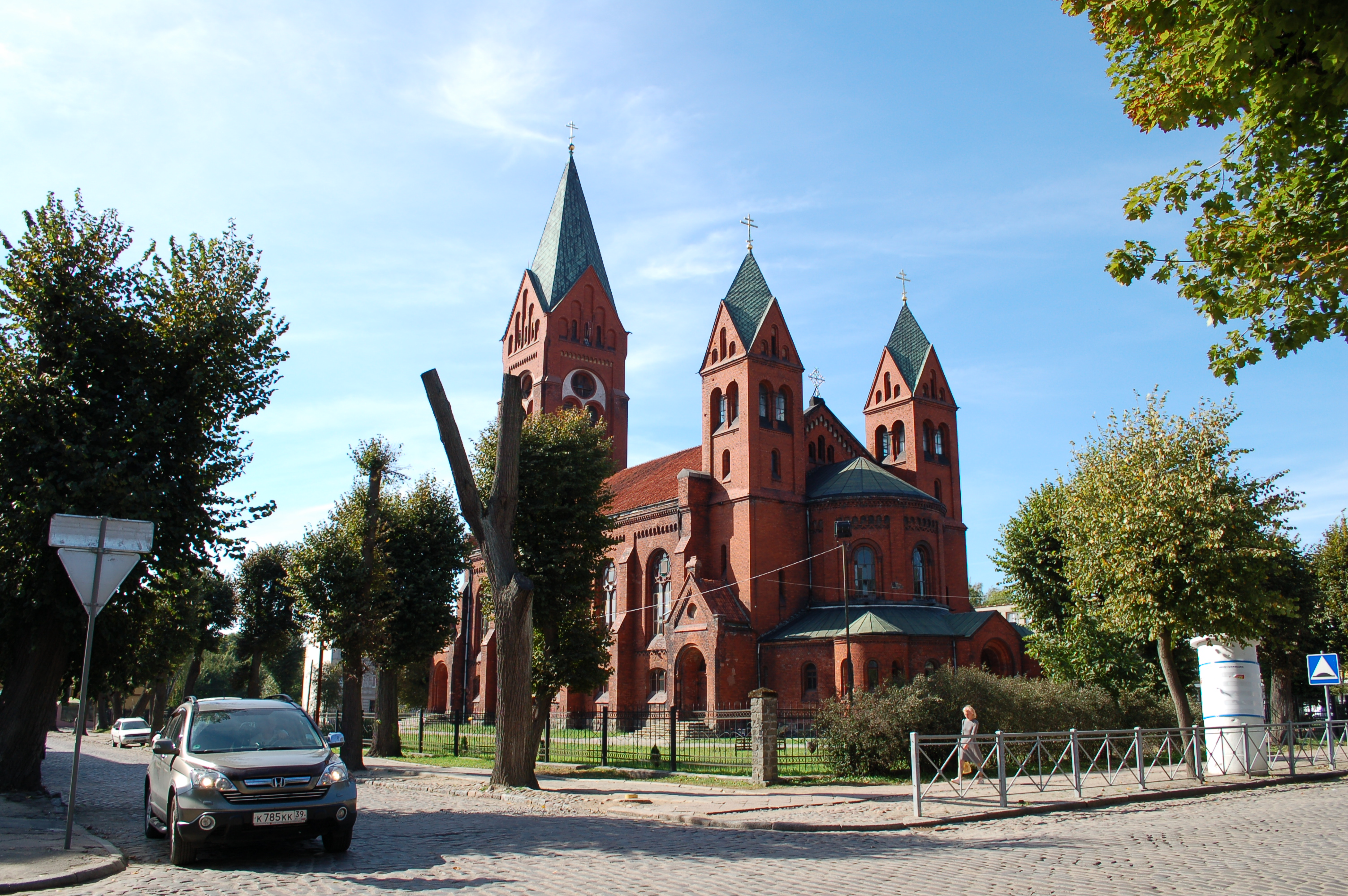
圣米迦勒教堂

切尔尼亚霍夫斯克（羅馬化：Chernyakhovsk，因斯特堡）是俄罗斯加里宁格勒州的一座城市，2002年人口普查人口44,323。
1336年，条顿骑士团建立一座名为“因斯特堡”的城堡，后来城堡周边开始有人聚居，当地亦被称为因斯特堡。1944年7月27日第二次世界大战期间，因斯特堡被英国皇家空军猛烈轰炸，1945年1月21日至22日又遭到苏联红军攻击。大战后，原属德国的因斯特堡成为苏联的一部分，1946年改名“切尔尼亚霍夫斯克”，以纪念苏联二战时的将军伊万·切尔尼亚霍夫斯基。

## 友好城市
- 德国 基希海姆博兰登
- 波蘭 文戈熱沃
- 法國 贝济耶
- 波蘭 下布熱格
- 立陶宛 馬里揚波萊